# Edward P. Bullard Jr.
Edward Payson Bullard Jr. (Columbus, Ohio, 10 de julho de 1872 – 26 de junho de 1953) foi um engenheiro mecânico e inventor estadunidense, presidente da Bullard Machine Tool Company durante 40 anos. Recebeu a Medalha ASME de 1937.
Filho de Edward Payson Bullard Sr. e Alice Martha (Camp) Bullard. Estudou no Amherst College de 1890 a 1892.
Bullard Jr. continuou o negócio de máquinas-ferramenta da família e trouxe o princípio da torre para a fresadora vertical, tornando-a um torno de torre vertical (torno revólver). Liderou o desenvolvimento da máquina da marca Mult-Au-Matic de múltiplos fusos da empresa, que se tornou um importante torno automático na produção em massa de peças para a indústria automobilística. Foi presidente da empresa por 40 anos, durante a Primeira Guerra Mundial, o período entreguerras e a Segunda Guerra Mundial, período em que a empresa Bullard foi a maior construtora de máquinas-ferramenta nos Estados Unidos e grandes volumes de material militar foram produzidos por inúmeras empresas utilizando máquinas Bullard.

## Patentes
- Patente Rotary-table bearing. US 828876 A, 1905-06.
- Patente Counterbalancing device. US 828875 A, 1905-06.
- Patente Controlling means for machine-tools, US 1382340 A, 1921.